# マールボロ地方

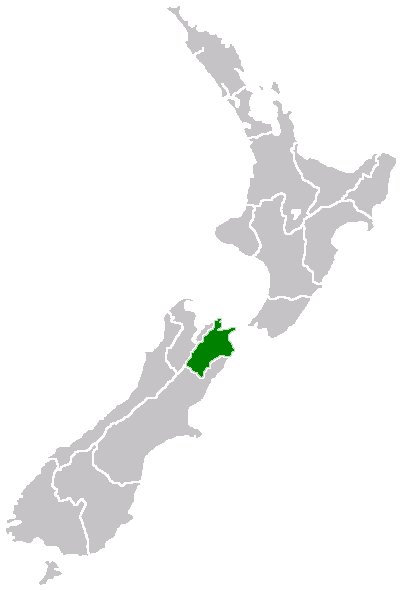
緑色の地域がマールボロ地方

マールボロ地方（マールボロちほう、英: Marlborough Region）は、ニュージーランドの南島北東部に位置する地方。
南島の北東部に位置し、ブレナム、ピクトンを含む。国内有数のワインの産地として知られる。周辺地域は12,484平方キロメートル、周辺人口は43,200人（2006年）。マールボロ地方議会がブレナムに置かれている。

## 行政区分
- ブレナム
- ピクトン
- ハブロック
- セドン
- ワード
- ライ・ヴァリー
- レンウィック
- ケケレング
- クラレンス
- クリフォード・ベイ